# Ukui Dua
Ukui Dua is een bestuurslaag in het regentschap Pelalawan van de provincie Riau, Indonesië. Ukui Dua telt 5506 inwoners (volkstelling 2010).